# 沙羅 (バンド)
沙羅 (SARAH) は、1980年代後半に活動したロックのバンド。

## メンバー
- 中山純一（ボーカルエレクトロニクス）
- 那須博（ボーカル、ギター、ベース）

## 概要
1984年、イギリスのThe Bugglesに在籍した日本人ジミー中山こと中山純一と、ザ・ヴィーナスのギタリスト那須博が出会い、エレポップユニットSARAH (沙羅) を結成し、本格派UKエレポップユニットとしてデビューした。

## ディスコグラフィー
- SATELLITE I-O　12インチシングル（1984年11月5日）発売　キングレコード　/　K12A-611
- 2－PLYISSUE（1984年11月）発売　キングレコード　/　K28A-608
- 門あさ美SIMULATION（1985年12月4日）発売　※SARAH編曲テイチクレコード　/　PU-31
- 2－PLYISSUE（2008年3月3日）ブリッジより再発/　BRIDGE-098